# Anagennisi Karditsa
Anagennisi Karditsa este un club de fotbal din Grecia. 

## Jucători notabili
- Pavlos Dermitzakis
- Vaios Karagiannis
- Sakis Tsiolis
- Georgios Vakouftsis

## Antrenori notabili
- Andreas Stamatiadis (1973–74)
- Georgios Paraschos (1993)
- Vaios Karagiannis (2006-08 & 2010–prezent)